# ريتشارد شيفرين
ريتشارد شيفرين هو عالم نفس أمريكي، وأستاذ العلوم المعرفية في قسم العلوم النفسية وعلوم الدماغ في جامعة إنديانا، بلومنجتون. ولد في 13 مارس 1942 شارك شيفرين في اقتراح نموذج أتكينسون-شيفرين للذاكرة في عام 1968 مع ريتشارد أتكينسون، وفي عام 1977 نشر نظرية الانتباه مع والتر شنايدر. في عام 1980، نشر شيفرين نموذج البحث عن الذاكرة الترابطية، والذي كان النموذج القياسي للتذكر لعلماء النفس الإدراكي حتى العقد الأول من القرن الحادي والعشرين.

## الحياة المهنية
اقترح شيفرين نموذجًا رياضيًا للذاكرة مع ريتشارد سي أتكينسون في عام 1968 أثناء وجودهما في جامعة ستانفورد. وقد حدد هذا النموذج مكونات الذاكرة في ثلاث أقسام:
1. المداخل الحسية
2. ذاكرة قصيرة المدى
3. ذاكرة طويلة المدى

أظهر نموذج ذاكرة أتكينسون-شيفرين أهمية نمذجة عمليات التحكم في الإدراك، ويظل هذا النموذج من أكثر النماذج استعمالا في مجال علم النفس.

## الجوائز
- زميل جوجنهايم ، 1975-1976
- زميل الجمعية الأمريكية لتقدم العلوم
- منحة جيمس ماكين كاتل الدراسية، 1994-1995
- انتخب عضوا في الأكاديمية الوطنية للعلوم ، 1995
- انتخب عضوا في الأكاديمية الأمريكية للفنون والعلوم ، 1996
- زميل الجمعية الأمريكية لعلم النفس ، 1996
- ميدالية هوارد كروسبي وارن ( جمعية علماء النفس التجريبيين )، 1999
- جائزة ديفيد إي. روميلهارت للمساهمات في التحليل الرسمي للإدراك البشري، 2002
- انتخب عضوا في الجمعية الفلسفية الأمريكية ، 2005
- جائزة ويليام جيمس للزمالة ( جمعية العلوم النفسية )، 2007
- حصل على ميدالية رئيس جامعة إنديانا للتميز، 2014